# Knysna National Lake Area
Der Knysna National Lake war ein Nationalpark in Südafrika, umgeben von dichten Wäldern, Seen und Stränden. Die Stadt Knysna gab dem Park seinen Namen. Am 6. März 2009 ging er im Garden Route National Park auf.

## Fauna
Der damalige Nationalpark wurde dominiert durch die Lagune, die durch die zerklüfteten Felsstöcke der Knysna Heads mit dem Indischen Ozean verbunden ist. Sie ist Lebensraum der gleichnamigen Seepferdchenart und einer großen Zahl an Meerestieren und -pflanzen. Sandbänke und Salzmarschen bieten vielen Lebewesen ein reiches Nahrungsangebot.

## Wirtschaft
Jahrhundertelang wurden Elfenbein und Gold über den Hafen von Knysna und die Lagune exportiert. Holz wird nach wie vor von hier verschifft. Darüber hinaus nimmt der Tourismus einen wichtigen Platz ein.

## Bilder

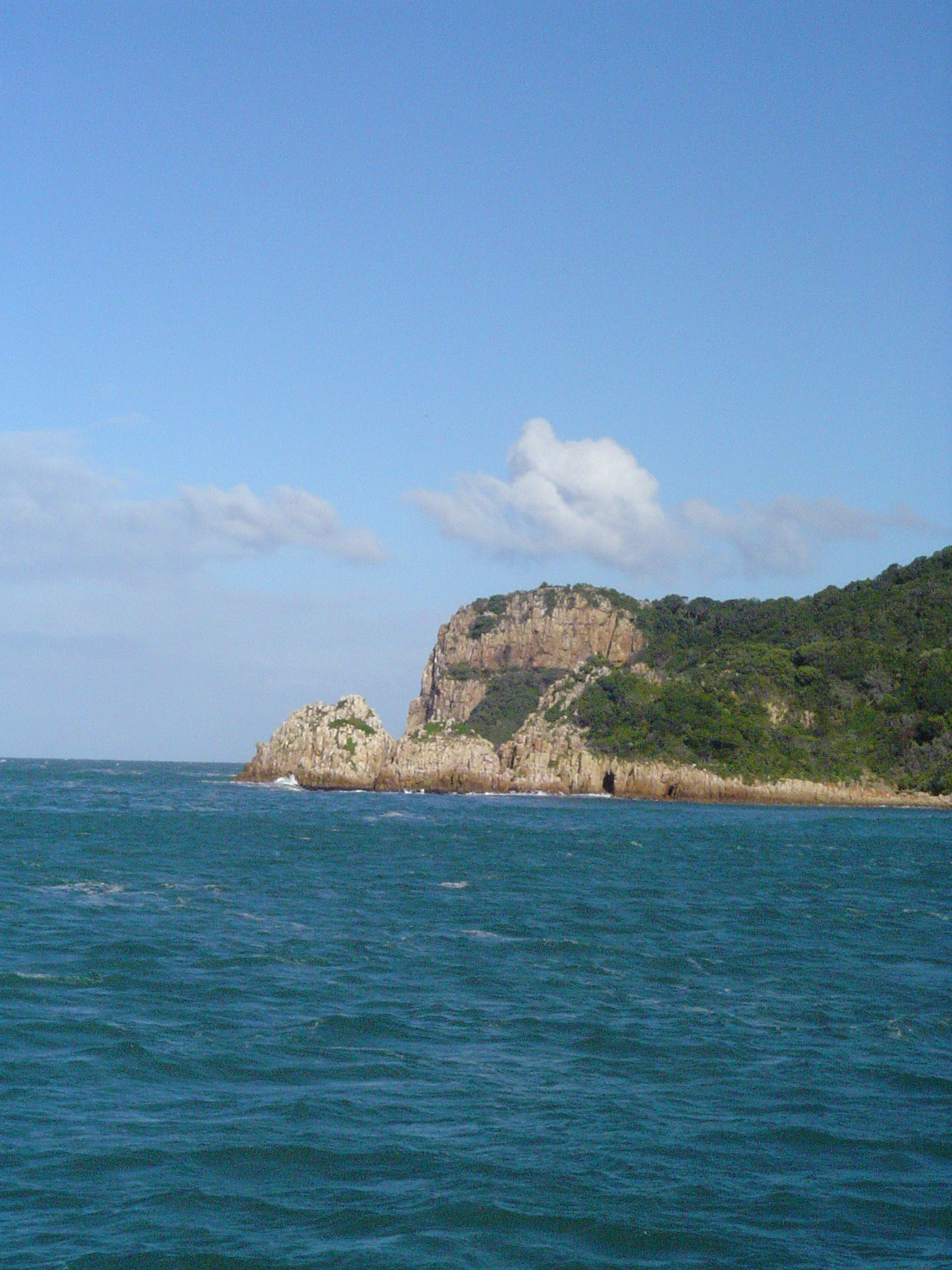
Knysna Heads
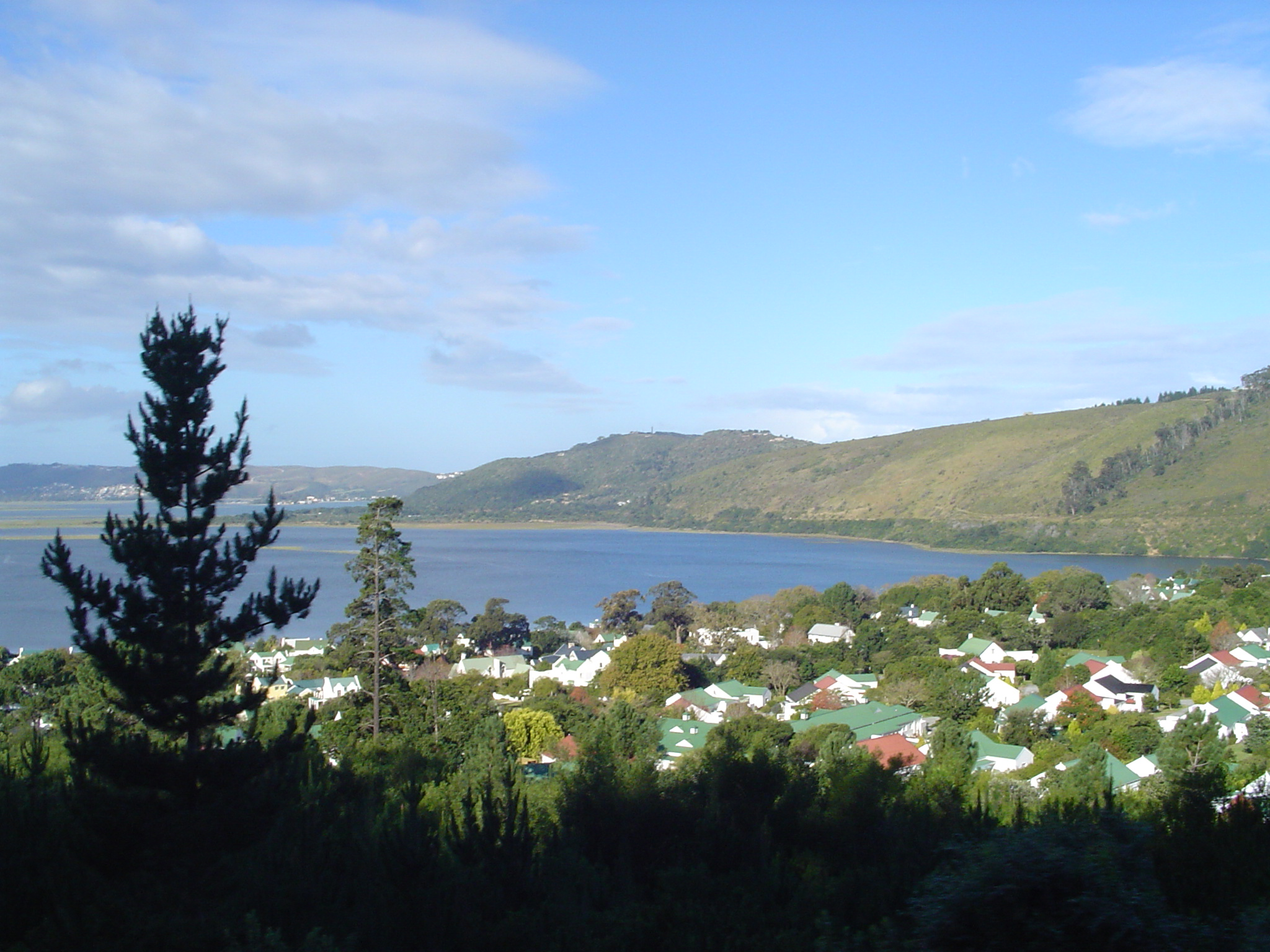
Blick auf die Lagune